# Perlialite
La perlialite è un minerale.